# Kaatselkä
Kaatselkä är en del av sjön Isojärvi i Finland.   Den ligger i Jämsä kommun i landskapet Mellersta Finland, i den södra delen av landet, 170 km norr om huvudstaden Helsingfors. Kaatselkä ligger 123 meter över havet.